# أتسوغة كندية
أتسوغة كندية  أو الشوكران الشرقية (الاسم العلمي: Tsuga canadensis) هي نوع من النباتات يتبع جنس الأتسوغة من فصيلة الصنوبرية.